# Griesheim-sur-Souffel
Griesheim-sur-Souffel là một xã thuộc tỉnh Bas-Rhin trong vùng Grand Est đông bắc Pháp.